# مدار ۷۹ درجه شمالی
خطای عبارت: عملگر < دور از انتظار
مدار ۷۹ درجه شمالی، دایره‌ای از عرض جغرافیایی است که در ۷۹ درجهٔ شمالی خط استوا قرار دارد.

## گذر از مناطق
از نصف‌النهار مبدأ شروع می‌شود و به سمت مشرق ۷۹ درجه شمالی از موارد زیر گذر می‌کند:
| مختصات‌ها                                             | کشور، قلمرو یا دریا | توضیحات                                                 |
| ---------------------------------------------------- | ------------------- | ------------------------------------------------------- |
| ۷۹°۰′ شمالی ۰°۰′ شرقی / ۷۹٫۰۰۰°شمالی ۰٫۰۰۰°شرقی      | اقیانوس اطلس        | دریای گرینلند                                           |
| ۷۹°۰′ شمالی ۱۲°۵′ شرقی / ۷۹٫۰۰۰°شمالی ۱۲٫۰۸۳°شرقی    | نروژ                | سوالبارد - جزیرهٔ اسپیتس‌برگن                             |
| ۷۹°۰′ شمالی ۲۰°۱۱′ شرقی / ۷۹٫۰۰۰°شمالی ۲۰٫۱۸۳°شرقی   | دریای بارنتز        | گذرکردن از شمال جزیرهٔ Kongsøya, سوالبارد، نروژ          |
| ۷۹°۰′ شمالی ۳۰°۴′ شرقی / ۷۹٫۰۰۰°شمالی ۳۰٫۰۶۷°شرقی    | نروژ                | سوالبارد - جزیرهٔ Abeløya                                |
| ۷۹°۰′ شمالی ۳۰°۱۹′ شرقی / ۷۹٫۰۰۰°شمالی ۳۰٫۳۱۷°شرقی   | دریای بارنتز        |                                                         |
| ۷۹°۰′ شمالی ۶۷°۰′ شرقی / ۷۹٫۰۰۰°شمالی ۶۷٫۰۰۰°شرقی    | دریای کارا          |                                                         |
| ۷۹°۰′ شمالی ۹۵°۴۴′ شرقی / ۷۹٫۰۰۰°شمالی ۹۵٫۷۳۳°شرقی   | روسیه               | سورنایا زملیا - October Revolution Island               |
| ۷۹°۰′ شمالی ۹۹°۵۸′ شرقی / ۷۹٫۰۰۰°شمالی ۹۹٫۹۶۷°شرقی   | دریای لاپتف         |                                                         |
| ۷۹°۰′ شمالی ۱۰۱°۶′ شرقی / ۷۹٫۰۰۰°شمالی ۱۰۱٫۱۰۰°شرقی  | روسیه               | سورنایا زملیا - جزیره بولشویک                           |
| ۷۹°۰′ شمالی ۱۰۴°۵′ شرقی / ۷۹٫۰۰۰°شمالی ۱۰۴٫۰۸۳°شرقی  | دریای لاپتف         |                                                         |
| ۷۹°۰′ شمالی ۱۱۴°۲۸′ شرقی / ۷۹٫۰۰۰°شمالی ۱۱۴٫۴۶۷°شرقی | اقیانوس منجمد شمالی |                                                         |
| ۷۹°۰′ شمالی ۱۰۴°۴۰′ غربی / ۷۹٫۰۰۰°شمالی ۱۰۴٫۶۶۷°غربی | کانادا              | نوناووت - جزیره الف رینگنس                              |
| ۷۹°۰′ شمالی ۱۰۱°۲۱′ غربی / ۷۹٫۰۰۰°شمالی ۱۰۱٫۳۵۰°غربی | Peary Channel       |                                                         |
| ۷۹°۰′ شمالی ۹۴°۱۲′ غربی / ۷۹٫۰۰۰°شمالی ۹۴٫۲۰۰°غربی   | کانادا              | نوناووت - جزیره اکسل هایبرگ، Stor Island و جزیره الزمیر |
| ۷۹°۰′ شمالی ۷۶°۷′ غربی / ۷۹٫۰۰۰°شمالی ۷۶٫۱۱۷°غربی    | Nares Strait        |                                                         |
| ۷۹°۰′ شمالی ۶۸°۴۸′ غربی / ۷۹٫۰۰۰°شمالی ۶۸٫۸۰۰°غربی   | گرینلند             |                                                         |
| ۷۹°۰′ شمالی ۱۹°۵۲′ غربی / ۷۹٫۰۰۰°شمالی ۱۹٫۸۶۷°غربی   | اقیانوس اطلس        | دریای گرینلند                                           |
| ۷۹°۰′ شمالی ۱۷°۵۷′ غربی / ۷۹٫۰۰۰°شمالی ۱۷٫۹۵۰°غربی   | گرینلند             | جزیرهٔ Norske Øer                                        |
| ۷۹°۰′ شمالی ۱۷°۴۰′ غربی / ۷۹٫۰۰۰°شمالی ۱۷٫۶۶۷°غربی   | اقیانوس اطلس        | دریای گرینلند                                           |